# سهيل سات 2
سهيل 2 هو القمر الصناعي الثاني الذي أطلقته قطر في 15 نوفمبر 2018 بعد إطلاقها للقمر سهيل 1.
حيث أبرمت قطر اتفاقية مع لوكسمبورغ تقضي بتوفير منصات الأقمار الصناعية والشبكات والخدمات المتعلقة بها في منطقة الشرق الأوسط وخارجها.
وجاء إبرام الاتفاقية عقب جلسة مباحثات رسمية عقدت في لوكسمبورغ بين حمد بن جاسم بن جبر آل ثاني رئيس مجلس الوزراء وزير الخارجية وجان كلود جونكر رئيس وزراء لوكسمبورغ. فقد اتفق المجلس الأعلى للاتصالات وتكنولوجيا المعلومات وشركة تشغيل الأقمار الصناعية العالمية «ses» في لوكسمبورغ على العمل سوياً لتوفير سعات من القمر الصناعي «ses» لاستخدامها في التطوير المشترك للأصول والمدارات الفضائية، بالإضافة للمحطات الأرضية الملحقة بها.